# Homalomena pendula
Homalomena pendula är en kallaväxtart som först beskrevs av Carl Ludwig von Blume, och fick sitt nu gällande namn av Reinier Cornelis Bakhuizen van den Brink. Homalomena pendula ingår i släktet Homalomena och familjen kallaväxter. Inga underarter finns listade.